# Liste des évêques d'Est Anglie
L'évêque d'Est Anglie est le titulaire du diocèse d'Est Anglie au sein de l'Église catholique en Angleterre et au pays de Galles. L'évêque actuel, nommé en 2022, est le cinquième à exercer cette fonction depuis l'érection du diocèse en 1976. Le diocèse fait partie de la province ecclésiastique de Westminster qui compte quatre autres diocèses : Brentwood, Northampton, Nottingham et Westminster.
| Évêques d'Est-Anglie | Évêques d'Est-Anglie | Évêques d'Est-Anglie                        |
| -------------------- | -------------------- | ------------------------------------------- |
| 1976-1995            | Alan Clark (en)      | Auparavant évêque auxiliaire de Northampton |
| 1995-2001            | Peter Smith          | Nommé en 2001 archevêque de Cardiff         |
| 2003-2011            | Michael Evans        |                                             |
| 2013-2022            | Alan Hopes           | Auparavant évêque auxiliaire de Westminster |
| 2022-                | Peter Collins (en)   | Depuis le 11 octobre                        |

## Source
- (en) Catholic Hierarchy - Diocese of East Anglia